# クイズ日本昔がおもしろい
『クイズ日本昔がおもしろい』（クイズにっぽんむかしがおもしろい）は、1988年4月7日から1991年3月28日までTBS系列局で放送されていたTBS製作のクイズ番組である。サンスターの一社提供。放送時間は毎週木曜 19:30 - 20:00 （日本標準時）。

## 概要
日本の歴史を題材にした様々なクイズを出題。後期には日本各地の風土もクイズの題材にしていた。最終回では、「終わり」と「尾張」を掛けて「名古屋」をテーマにしていた。
当時のTBSには、『日立 世界・ふしぎ発見!』が放送されていたが、これは世界の歴史を題材にしたものだった（後に日本の歴史も題材にした）。日本の歴史を題材にしたクイズ番組は同局ではレギュラー番組で初めてだった。
放送開始日には、フジテレビの『クイズなっとく歴史館』もスタート。放送時間帯もほぼ同じだった。これは、NHKの『クイズ面白ゼミナール』の終了を受けて人気コーナーだった「歴史クイズ」に的を絞って企画されたものと受け止められ、「ポスト面白ゼミナール」、「ポスト歴史クイズ」の様相を呈していた。
中央児童福祉審議会（1999年廃止）の推薦番組であり、オープニングの司会者挨拶の際にもその旨がテロップ表示されていた。
横浜市の放送ライブラリーに第1回が収集保存されており、無料で閲覧可能。

## 出演者

### 司会
- 愛川欽也（初代：1988年4月 - 1989年3月）
- 逸見政孝（2代目：1989年4月 - 1991年3月）

### レギュラー解答者

#### 愛川時代
- 谷隼人・松岡きっこチーム、立花理佐ほか
- 愛川時代後期（100点分割方式以後）には、1枠：杉浦日向子、2枠：木村晋介、3枠：青島幸男 → ケント・デリカットだった。

#### 逸見時代
- 1枠：江川卓、2枠：森口博子 → 千堂あきほ、3枠：加藤茶、4枠：ケント・デリカットで、5枠はゲストだった。

### ナレーター
- 宮内鎮雄（愛川時代）
- 桝井論平（逸見時代）

## クイズの進行

### 愛川時代
愛川時代前期には、2人1組のチームが筆記問題に挑戦。初期は3組だったが後に1組増えた。解答者は問題に対する自信の有無に応じ、得点が2倍になる「ゴールドカード」の解答フリップを1枚だけ使うことができた。
愛川時代後期になると、解答者は逸見時代にも引き継がれる5枠方式で、レギュラー解答者の項目の通り。後期には100点分割方式の得点方法になり、正解者数で均等分割された。ただし、最終問題は100点のままで倍にはならなかった。このルールは、逸見時代にも引き続き採用されていた。
得点の加算について（愛川時代後期以降）∶基本的に1問あたり100点のベースとなる得点があり、正解者に分けられた（100点分割方式）。1人正解時が最大の100点（100点÷1人）から全員正解時が最小の20点（100点÷5人）という様に、正解者数が少ないほど高得点が獲得できる。例えば、3人正解時に「3人正解ですので100点を3分割、33点ずつ差し上げます。どうぞ!」（逸見期）という旨のコールの後に得点が加えられた。また、この得点方式のため、最終合計点が端数（例えば266点など）となる事がよくあった。

### 逸見時代
愛川時代後期のベースフォーマットを受け継ぎながらもリニューアルした。具体的なテコ入れとしては、最初の「○×ごあいさつ」や最終問題における得点の倍加算などがあった。スタジオセットも赤色を基調とする格子のものになり、デザインも愛川時代のものと比べて華やかになった。
レギュラー解答者4人＋ゲスト解答者1人の計5人による個人戦で進行。得点は、愛川時代後期と同じく100点を正解者数に応じて分割する方式。最終問題は200点からの分割となる（1時間の特番では300点になる時もあった）。ただし、まれに解答根拠や解答の微妙な違いで、分割ウェイトを変えていた事（例えば2人正解でも微妙に違いがあった場合には、より近い方に60点、そしてもう1人に40点）もあった。
1問目には「○×ごあいさつ」として○×問題が1問出題され、正解で得点を分割獲得することができる。ただし、初期は正解者の人数に関わらず一律20点だった。『新装開店スペシャル』の際には数問出題され、この際に10点の加点であった。この時、愛川時代には無かった「シンキングタイム」というコールや、出題後にCMへ入る時の「シンキングタイム&コマーシャル」というコールを使い始めた。逸見は、問題の解答を問題出題中に2回言ってしまい、その問題がボツとなるハプニングがあった。このため、代わりに同点決勝問題が使われた。
逸見が初回の『新装開店スペシャル』の際、「正解でも根拠がトンチンカンであった場合は得点を引きますから。私は愛川欽也さんではありません」と言っていたが、解答判定は甘かったという指摘もされている。森口博子が珍回答をした場合、説明も良く分からなかった場合、逸見は「ハイ、ご苦労さん!」と言って次の解答者の方に行ってしまうのがお約束となっていた。他にも、逸見はシンキングタイム前の解答者からの質問に答えられない場合には「ひみーつ!!」と言っていた。
逸見時代には、『クイズ 日本昔がおもしろい〜全国縦断!!秋の特大号〜』などのタイトルで1時間の期首特番を組んでいた。また、同じくTBSで放送の期首特番『クイズまるごと大集合』に、逸見自身が解答者や出題者として参加していた。

## スタッフ
- 構成：福岡秀広、河村達樹、原すすむ／山田順子
- 音楽：ボブ佐久間
- 技術：村杉幸一
- カラー調整 (VE)：田中茂
- 映像 (カメラ)：広瀬正行
- 音声：細谷清
- 照明：田中豊治
- 音響効果：若林宏夫、中村洋平
- 美術制作：金野寿雄、佐野雅次
- 美術デザイン：本山幸正
- ロケーション：TBS映画社
- 編集：田中孝史（プロセンスタジオ）
- MAV：河村茂治
- TK：山崎朝子
- 企画協力：愛川企画室（愛川時代）、三木プロダクション（逸見時代）
- 制作協力：TBS映画社
- アシスタントディレクター：清水雅哉、別部時彦
- ディレクター：日下部実
- プロデューサー：荒沢邦夫
- 制作プロデューサー：井沢紀男
- 製作著作：TBS

## ネット局
| 放送対象地域   | 放送局                    | 系列           | 放送曜日・放送時間       | 遅れ       | 備考                         |
| -------------- | ------------------------- | -------------- | ------------------------ | ---------- | ---------------------------- |
| 関東広域圏     | 東京放送（TBS）           | TBS系列        | 木曜 19時30分 - 20時00分 | 同時ネット | 製作局 現・TBSテレビ         |
| 北海道         | 北海道放送（HBC）         | TBS系列        | 木曜 19時30分 - 20時00分 | 同時ネット |                              |
| 青森県         | 青森テレビ（ATV）         | TBS系列        | 木曜 19時30分 - 20時00分 | 同時ネット |                              |
| 岩手県         | 岩手放送（IBC）           | TBS系列        | 木曜 19時30分 - 20時00分 | 同時ネット | 現・IBC岩手放送              |
| 宮城県         | 東北放送（TBC）           | TBS系列        | 木曜 19時30分 - 20時00分 | 同時ネット |                              |
| 山形県         | テレビユー山形（TUY）     | TBS系列        | 木曜 19時30分 - 20時00分 | 同時ネット | 1989年10月開局からネット開始 |
| 福島県         | テレビユー福島（TUF）     | TBS系列        | 木曜 19時30分 - 20時00分 | 同時ネット |                              |
| 山梨県         | テレビ山梨（UTY）         | TBS系列        | 木曜 19時30分 - 20時00分 | 同時ネット |                              |
| 新潟県         | 新潟放送（BSN）           | TBS系列        | 木曜 19時30分 - 20時00分 | 同時ネット |                              |
| 長野県         | 信越放送（SBC）           | TBS系列        | 木曜 19時30分 - 20時00分 | 同時ネット |                              |
| 静岡県         | 静岡放送（SBS）           | TBS系列        | 木曜 19時30分 - 20時00分 | 同時ネット |                              |
| 富山県         | チューリップテレビ（TUT） | TBS系列        | 木曜 19時30分 - 20時00分 | 同時ネット | 1990年10月開局からネット開始 |
| 石川県         | 北陸放送（MRO）           | TBS系列        | 木曜 19時30分 - 20時00分 | 同時ネット |                              |
| 中京広域圏     | 中部日本放送（CBC）       | TBS系列        | 木曜 19時30分 - 20時00分 | 同時ネット | 現・CBCテレビ                |
| 近畿広域圏     | 毎日放送（MBS）           | TBS系列        | 木曜 19時30分 - 20時00分 | 同時ネット |                              |
| 鳥取県・島根県 | 山陰放送（BSS）           | TBS系列        | 木曜 19時30分 - 20時00分 | 同時ネット |                              |
| 岡山県・香川県 | 山陽放送（RSK）           | TBS系列        | 木曜 19時30分 - 20時00分 | 同時ネット | 現・RSK山陽放送              |
| 広島県         | 中国放送（RCC）           | TBS系列        | 木曜 19時30分 - 20時00分 | 同時ネット |                              |
| 山口県         | テレビ山口（tys）         | TBS系列        | 木曜 19時30分 - 20時00分 | 同時ネット |                              |
| 高知県         | テレビ高知（KUTV）        | TBS系列        | 木曜 19時30分 - 20時00分 | 同時ネット |                              |
| 福岡県         | RKB毎日放送（RKB）        | TBS系列        | 木曜 19時30分 - 20時00分 | 同時ネット |                              |
| 長崎県         | 長崎放送（NBC）           | TBS系列        | 木曜 19時30分 - 20時00分 | 同時ネット |                              |
| 熊本県         | 熊本放送（RKK）           | TBS系列        | 木曜 19時30分 - 20時00分 | 同時ネット |                              |
| 大分県         | 大分放送（OBS）           | TBS系列        | 木曜 19時30分 - 20時00分 | 同時ネット |                              |
| 宮崎県         | 宮崎放送（MRT）           | TBS系列        | 木曜 19時30分 - 20時00分 | 同時ネット |                              |
| 鹿児島県       | 南日本放送（MBC）         | TBS系列        | 木曜 19時30分 - 20時00分 | 同時ネット |                              |
| 沖縄県         | 琉球放送（RBC）           | TBS系列        | 木曜 19時30分 - 20時00分 | 同時ネット |                              |
| 愛媛県         | 南海放送（RNB）           | 日本テレビ系列 | 日曜 12時00分 - 12時30分 | 3日遅れ    |                              |

## 備考
- あいテレビ開局前の愛媛県では、当時TBS系列の番組を数多く放送していた、日本テレビ系列の南海放送が3日遅れで日曜正午から放送していた。
- 山形県ではテレビユー山形、富山県ではチューリップテレビ開局に伴いネット開始となった。
- 放送終了から3年後にメガドライブ（MEGA-LD）専用ゲームソフト『BACK TO THE 江戸』として発売された。